# Iz zjizni otdykhajusjjikh
Iz zjizni otdykhajusjjikh (russisk: Из жизни отдыхающих) er en sovjetisk spillefilm fra 1980 af Nikolaj Gubenko.

## Medvirkende
- Regimantas Adomaitis som Aleksej Sergejevitj Pavlisjjev
- Zjanna Bolotova som Nadezjda Andrejevna
- Georgij Burkov som Arkadij Pavlovitj
- Rolan Bykov som Viktor Leonidovitj Lisjutkin
- Anatolij Solonitsyn som Tolik Tjikin